# Dila, Etiopia
Dila este un oraș din Etiopia. În 2012 avea 79.892 de locuitori.